# 米泰雷格峰

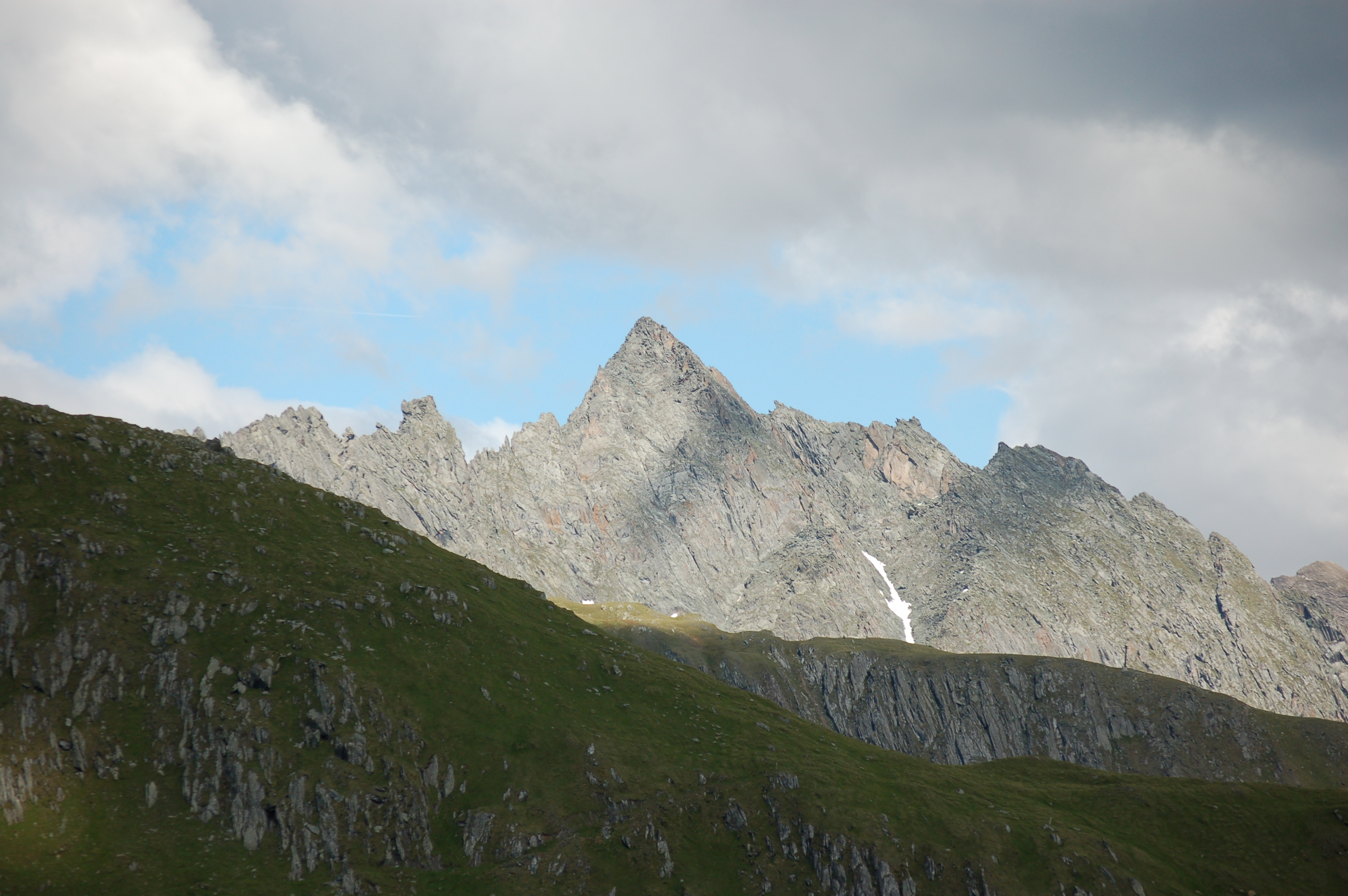

47°02′24″N 12°27′03″E / 47.040002°N 12.450714°E
米泰雷格峰（德語：Mittereggspitze），是奧地利的山峰，位於該國西部，由蒂羅爾州負責管轄，屬於維內迪傑山脈的一部分，海拔高度3,044米，人類在1905年7月27日首次登頂。